# الیس بیکر
الیس بیکر (انگلیسی: Ellis Baker؛ ۲۶ اکتبر ۱۸۹۸ – June 22, 1984) بازیگر، و بازیگر تئاتر اهل ایالات متحده آمریکا بود.